# بينيت أوفوري
بينيت أوفوري (بالإنجليزية: Bennett Ofori)‏ هو لاعب كرة قدم غاني في مركز نصف الجناح، ولد في 11 سبتمبر 1995 في أكرا في غانا. لعب مع أشانتي كوتوكو.